# حمدان بن راشد آل مكتوم
الشيخ حمدان بن راشد آل مكتوم (1945 - 24 مارس 2021 )، هو سياسي إماراتي، نائب حاكم دبي خلال الفترة ما بين 4 يناير 1995 حتى وفاته 24 مارس 2021 وكان وزيراً للمالية خلال الفترة 9 ديسمبر 1971 حتى وفاته، وهو الابن الثاني للشيخ راشد بن سعيد آل مكتوم وأخ لشقيق للشيخ مكتوم بن راشد آل مكتوم والشيخ محمد بن راشد آل مكتوم نائب رئيس دولة الإمارات العربية المتحدة رئيس مجلس الوزراء حاكم دبي والشيخ أحمد بن راشد آل مكتوم نائب رئيس الشرطة والأمن العام بدبي. ومن أشهر مبادراته جائزة الشيخ حمدان بن راشد للأداء التعليمي المتميز وجائزة الشيخ حمدان بن راشد آل مكتوم للعلوم الطبية.

## عن حياته

### المولد والتعليم
ولد الشيخ حمدان في دبي في 25 ديسمبر 1945، ودرس الابتدائية في المدرسة الأحمدية والثانوية في ثانوية دبي، ثم انتقل إلى المملكة المتحدة لدراسة اللغة الإنجليزية وعلوم البلديات في جامعة كامبريدج، كما حصل في عام 2006 على 3 شهادات فخرية من الكلية الملكية البريطانية، ليكون أول شخصية عالمية تحقق هذا الإنجاز، حيث مُنح شهادة الزمالة الفخرية للكلية الملكية البريطانية للأمراض الباطنية بلندن وبإدنبرة، وشهادة الزمالة الفخرية للكلية الملكية البريطانية للأمراض الباطنية والجراحة بغلاسكو.

### الحياة العملية
شغل الشيخ حمدان منصب رئيس بلدية دبي في منتصف الستينات، واستمر في هذا المنصب حتى بعد دخوله للحكومة
في 9 ديسمبر 1971 عُين نائباً لرئيس مجلس الوزراء ووزيراً للمالية والاقتصاد والتجارة والصناعة في أول حكومة اتحادية برئاسة شقيقه الشيخ مكتوم بن راشد عُقب إعلان الاتحاد في 2 ديسمبر 1971.
وفي سنة 1973 عُين وزيراً للمالية والصناعة
وفي 4 يناير 1995 عُين نائباً لحاكم دبي وشغل المنصب حتى وفاته
وفي 17 فبراير 2008 عُين وزيراً للمالية وشغل المنصب حتى وفاته
وترأس أيضًا العديد من الهيئات والمؤسسات الحكومية منها: بلدية دبـي، وهيئة آل مكتوم الخيرية، ومركز دبي التجاري العالمي، وشركة الإمارات الوطنية للبترول، وشركة دبي للغاز الطبيعي، وشركة دبي للألمنيوم، وشركة الإمارات الوطنية للمنتجات النفطية، ومركز تجهيز حقول النفط.

## الحياة الشخصية
تزوج من روضة بنت أحمد بن جمعة آل مكتوم. له 3 أبناء: راشد وسعيد ومكتوم.

## وفاته
توفي الشيخ حمدان بن راشد آل مكتوم في صباح يوم الأربعاء 11 شعبان 1442 هـ الموافق 24 مارس 2021، عن عمر ناهز 75 عامًا بعد معاناته مع المرض.